# Stanisław Serafin
Stanisław Serafin (ur. 5 listopada 1914 w Dzikowcu, zm. 11 marca 1938) – strzelec Wojska Polskiego, pośmiertnie awansowany na stopień kaprala.

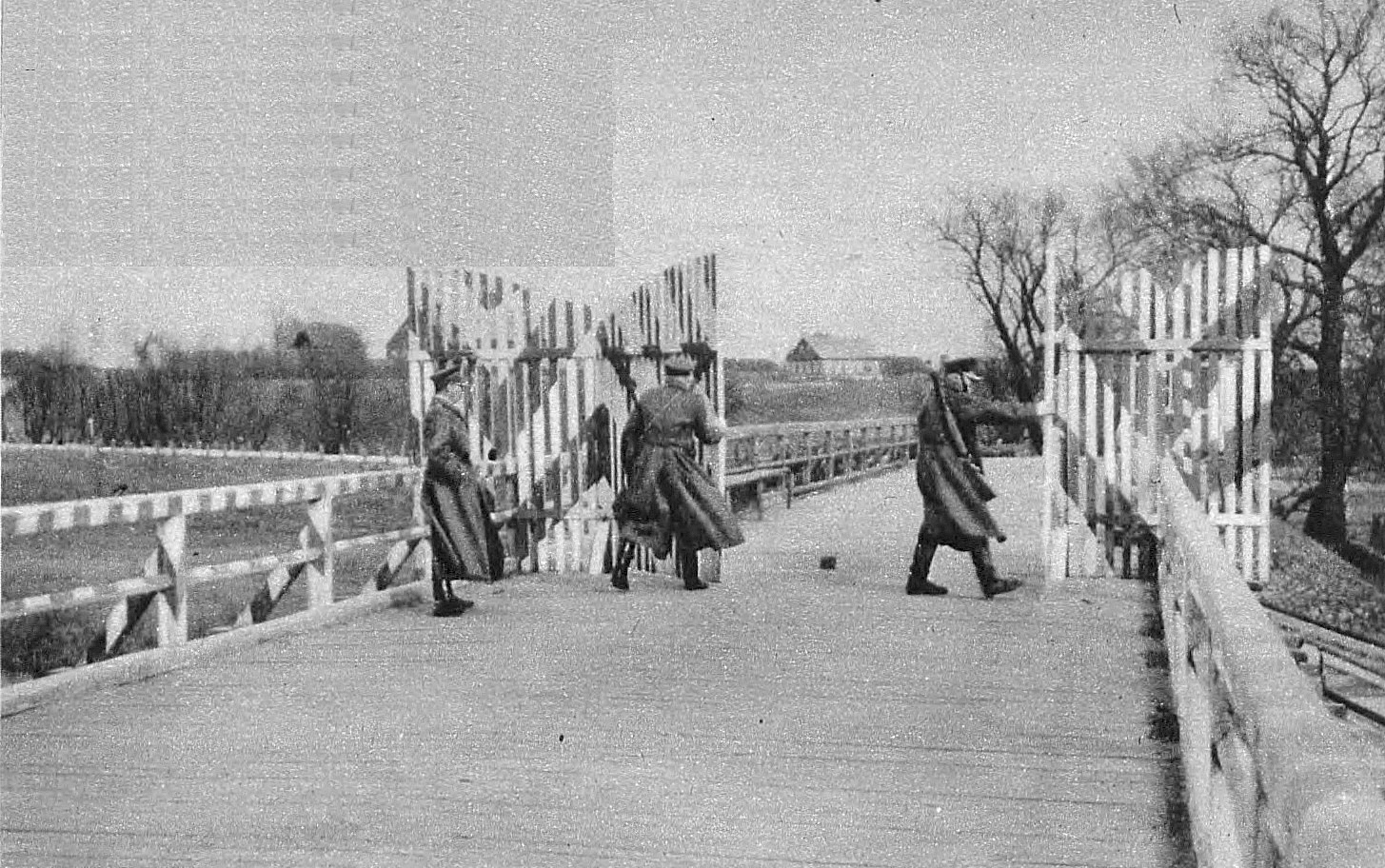
Punkt graniczny na moście na Mereczance

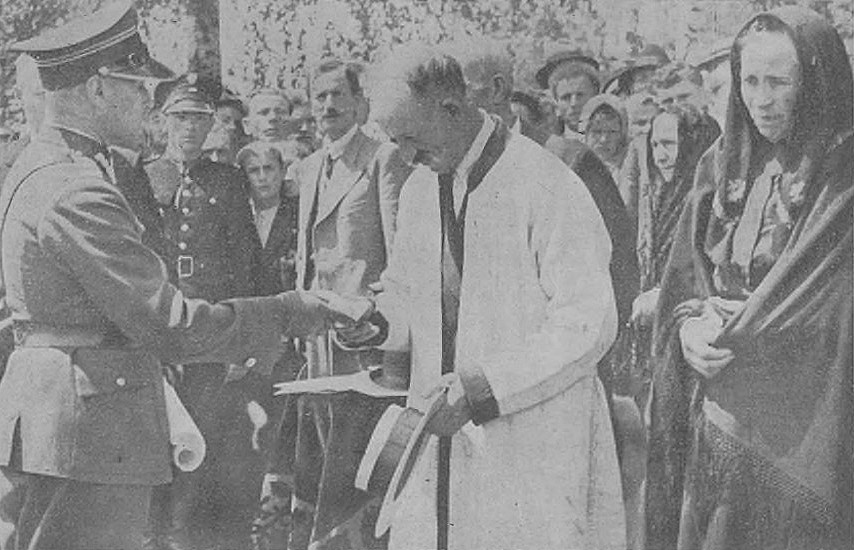
Mjr Jan Zgrzebnicki wręcza rodzicom kwotę 1000 zł podczas uroczystości w 1938

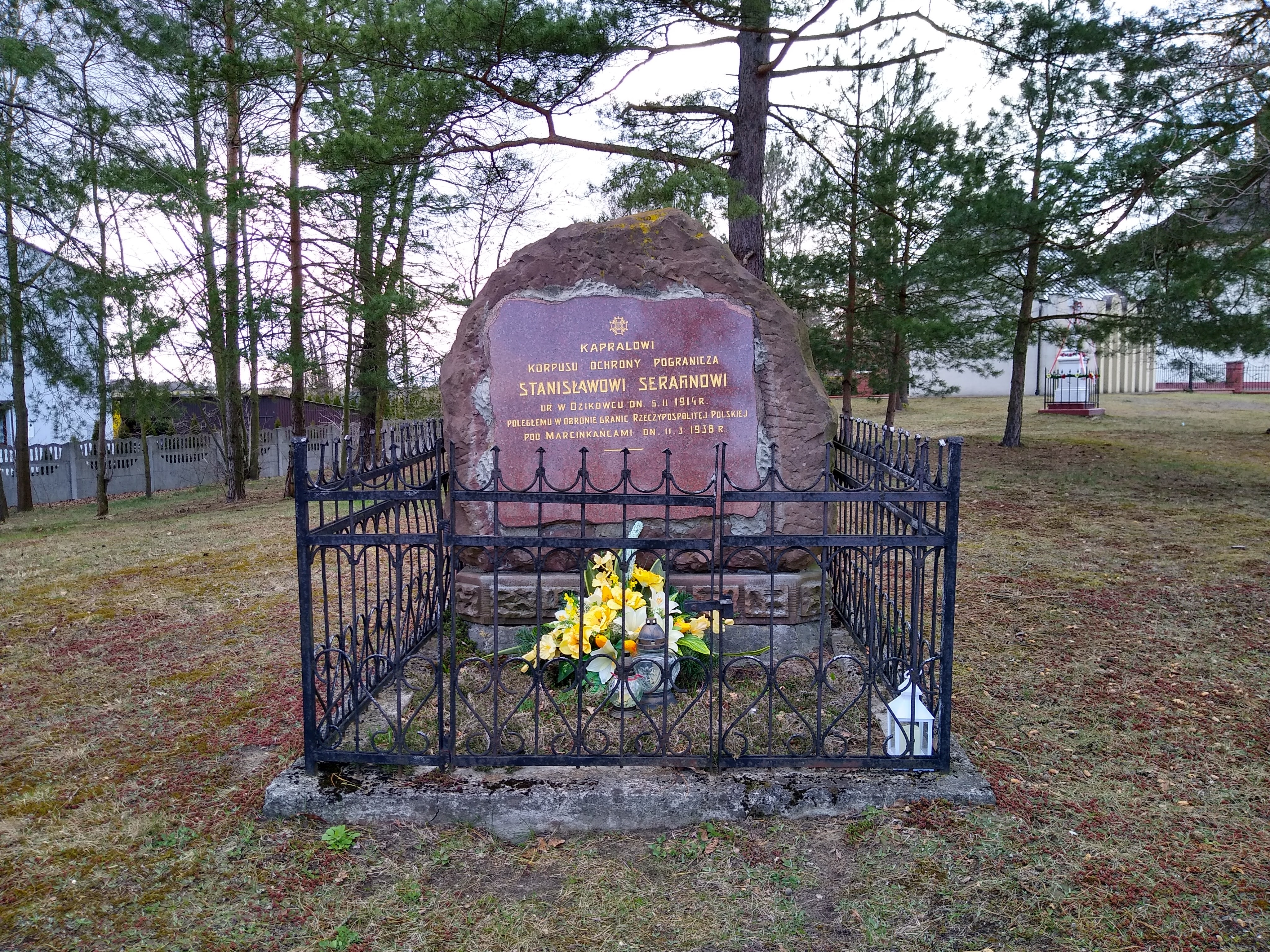
Pomnik w Dzikowcu

## Życiorys
Stanisław Serafin urodził się w rodzinie chłopskiej Józefa (wójt i radny gminy w Dzikowcu) i Wiktorii. Uczył się w szkole w Dzikowcu, a po ukończeniu nauki pomagał rodzicom w gospodarstwie. Był członkiem Strzelca.
Pełnił służbę w batalionie KOP „Orany”, w kompanii majora Jana Ewangelisty Klemensa Zgrzebnickiego . Nocą z 10 na 11 marca 1938 patrolował granicę litewską na rzece Mereczanka w pobliżu wsi Wiersze Radówka. Gdy dostrzegł dwóch ludzi próbujących przekroczyć granicę, ruszył za nimi w pościg i przypadkowo wbiegł na terytorium litewskie, strzelając do litewskiego policjanta Justasa Lukoševiciusa, który w odpowiedzi ranił Serafina. Serafin został opatrzony przez Litwinów, ale wykrwawił się, zanim o godzinie 9 rano dotarł na miejsce litewski lekarz, ponieważ Litwini nie zgodzili się na wejście na ich terytorium lekarza z Polski. 14 marca został pochowany we wsi Marcinkańce w powiecie grodzieńskim. Inskrypcja na grobie „Stanisław Serafin kapral KOP z baonu „Orany” poległ w dniu 11.III.1938 r. w pobliżu strażnicy „Wierszeradówka” w obronie granic Rzeczypospolitej Polskiej”.
Jego śmierć stała się dla polskiego rządu pretekstem do postawienia Litwie ultimatum z 17 marca, w którym zażądano ustanowienia stosunków dyplomatycznych. Wydarzenie stało się z tego powodu szybko głośne w Europie jako podstawa spekulacji o możliwej wojnie polsko-litewskiej, szczególnie z powodu niemieckich i radzieckich sugestii o niezachowywaniu w ewentualnym konflikcie neutralności.

## Upamiętnienie
24 lipca 1938 w rodzinnym Dzikowcu odbyły się uroczystości upamiętniające Stanisława Serafina. Uczestniczyli w nich wojewoda lwowski Alfred Biłyk oraz premier Felicjan Sławoj Składkowski, który odsłonił pomnik kaprala Serafina nieopodal domu, w którym urodził się S. Serafin. Składkowski odznaczył jego rodziców Złotymi Krzyżami Zasługi . Premier stwierdził, że śmierć kaprala „nie poszła na marne, lecz przyczyniła się do pogodzenia Polski i Litwy”. Major Jan Zgrzebnicki wręczył Józefowi Serafinowi Złoty Krzyż Zasługi, nadany jego synowi pośmiertnie przez Prezydenta RP , a także kwotę 1000 zł zebraną wśród żołnierzy KOP .
Pomnik w Dzikowcu wykonał Janik, artysta-rzeźbiarz z Rzeszowa.